# Abdoul Guiebre
Abdoul Guiebre, né le 17 juillet 1997 à Bobo-Dioulasso, est un footballeur international burkinabé, qui joue au poste d'arrière gauche à l'Ascoli Calcio.

## Biographie

### Jeunesse et formation
Abdoul Guiebre naît à Bobo-Dioulasso au Burkina Faso et rejoint l'Italie à l'âge de trois ans avec son père et sa sœur. Il habite d'abord la commune de Bertinoro avant de rejoindre la ville voisine de Forlì.
Il débute le football au New Team, un club de la ville de Forlì où il reste deux ans avant de passer deux saisons à Ronco. Il est ensuite transféré à l'ASD Meldola, et son grand-père le pousse alors à poursuivre le football alors qu'Abdoul pense à abandonner ses rêves de carrière professionnelle.

### En club
En décembre 2016, il rejoint le Rimini FC. Il reste trois saisons sur la côte adriatique, connaissant deux promotions de l'Eccellenza, la cinquième division, à la Serie C.
En août 2019, il rejoint le FC Rieti, qu'il quitte dès le mois de novembre à sa demande.
En 2020, il rallie la Società Sportiva Monopoli pour deux ans. Après des débuts convaincants, il prolonge jusqu'en 2024 au cours de la saison 2021-2022.
En août 2022, il paraphe un contrat de trois saisons en faveur du Modena FC. Un mois plus tard, il est prêté à l'AC Reggiana pour une saison. Il inscrit notamment le but de la victoire sur le terrain d'Olbia Calcio le 15 avril 2023, qui permet à la Reggiana de valider sa promotion en Serie B.
Le 1er février 2024, après seulement 11 matchs joués avec Modène, il est prêté avec option d'achat à la SSC Bari.

### En sélection
Abdoul Guiebre honore sa première sélection en équipe du Burkina Faso le 24 mars 2022 contre le Kosovo en match amical. Il joue son premier match officiel le 3 juin 2022 contre le Cap-Vert en qualifications à la CAN 2023.
Il est sélectionné par Hubert Velud pour participer à la CAN 2023. Il n'y dispute qu'une seule rencontre, lors du match de poule perdu 2-0 face à l'Angola.